# Жабя-Воля (гміна Глуськ)
Жабя-Воля (пол. Żabia Wola) — село в Польщі, у гміні Глуськ Люблінського повіту Люблінського воєводства.
Населення — 225 осіб (2011).
У 1975-1998 роках село належало до Люблінського воєводства.

## Демографія
Демографічна структура станом на 31 березня 2011 року:
|          | Загалом | Допрацездатний вік | Працездатний вік | Постпрацездатний вік |
| -------- | ------- | ------------------ | ---------------- | -------------------- |
| Чоловіки | 112     | 20                 | 87               | 5                    |
| Жінки    | 113     | 22                 | 70               | 21                   |
| Разом    | 225     | 42                 | 157              | 26                   |